# Jamnik, Kranj
Jamnik este o localitate din comuna Kranj, Slovenia, cu o populație de 42 de locuitori.